# Блай, Уильям
Уи́льям Блай (англ. William Bligh; 9 сентября 1754, Плимут — 7 декабря 1817, Лондон) — вице-адмирал Королевского флота Великобритании, член Лондонского королевского общества и губернатор колонии.
Наибольшую известность получил как «Капитан Блай» в связи с мятежом на корабле «Баунти», когда был низложен командой и с частью офицеров и не поддержавшей мятеж команды совершил плаванье на небольшом баркасе на Тимор.
Впоследствии совершил ещё одно плаванье на Таити тоже за саженцами хлебного дерева, но на этот раз успешное.
В конце карьеры был губернатором Нового Южного Уэльса, боролся с коррупцией так называемого ромового корпуса. Кульминацией его правления стал Ромовый бунт, в результате которого Блай был низложен и впоследствии передал пост новому губернатору.

## Ранний период
Уильям Блай родился в Плимуте, Девон в семье Френсиса и Джейн Блай. Его родовая фамилия в переводе с вымершего в XVIII веке корнского языка означает «волк».
В 1761 году, в возрасте семи лет поступил на службу в Королевский военно-морской флот Великобритании, первоначально служил в родном городе. Это была обычная практика того времени, «молодой джентльмен» просто регистрировался на воинской службе для более быстрого продвижения по карьере.

В 1770 году в возрасте 16 лет поступил на службу на HMS Hunter в качестве матроса, в тот момент не было вакансии мичмана, которая была ему положена. Тем не менее, в 1771 году Уильям Блай стал мичманом. В сентябре 1771 года Блай был переведён на Crescent и служил на этом корабле в течение трёх лет.
В 1776 году Блай был отобран капитаном Джеймсом Куком на должность мастера (штурмана) на Resolution, и под командованием капитана Кука в 1776 году он отправился в третий, последний поход Кука в Тихий океан. После возвращения в Англию в конце 1780 года Уильям Блай передал много ценной информации о последнем походе капитана Кука.
Уильям Блай женился на Элизабет Бетам, дочери таможенника, 4 февраля 1781 года в возрасте 26 лет. Свадьба состоялась в деревне Ончан, на острове Мэн. Несколькими днями позднее он поступил на службу на HMS Belle Poule на должность мастера (штурмана).
Позднее, в августе 1781 года, принимал участие в сражении при Доггер-банке под командованием Адмирала Паркера. В течение следующих 18 месяцев Уильям Блай служил в звании лейтенанта на разных кораблях. Также под командованием Лорда Хау принимал участие в боевых действиях при Гибралтаре в 1782 году.
С 1783 по 1787 годы Блай служил капитаном на торговых судах.
В 1787 году Блай был назначен капитаном на HMAV Bounty.

## Карьера на флоте
Послужной список Уильяма Блая:
| Даты                                                           | Звание                                                      | Корабль                                                     |
| -------------------------------------------------------------- | ----------------------------------------------------------- | ----------------------------------------------------------- |
| 1 июля 1761—21 февраля 1763                                    | Юнга                                                        | HMS Monmouth (64)                                           |
| 27 июля 1770                                                   | Старший матрос                                              | HMS Hunter (10)                                             |
| 5 февраля 1771                                                 | Мичман                                                      | HMS Hunter                                                  |
| 22 сентября 1771                                               | Мичман                                                      | HMS Crescent (28)                                           |
| 2 сентября 1774                                                | Старший матрос                                              | HMS Ranger                                                  |
| 30 сентября 1775                                               | Помощник мастера (штурмана)                                 | HMS Ranger                                                  |
| 20 марта 1776—октября 1780                                     | Мастер (штурман)                                            | HM Sloop Resolution (12)                                    |
| 14 февраля 1781                                                | Мастер (штурман)                                            | HMS Belle Poule                                             |
| 5 октября 1781                                                 | Лейтенант                                                   | HMS Berwick (74)                                            |
| 1 января 1782                                                  | Лейтенант                                                   | HMS Princess Amelia (80)                                    |
| 20 марта 1782                                                  | Лейтенант                                                   | HMS Cambridge (80)                                          |
| 14 января 1783                                                 | Перешёл в торговый флот                                     | Перешёл в торговый флот                                     |
| 1785                                                           | Лейтенант (командир судна)                                  | торговое судно Lynx                                         |
| 1786                                                           | Лейтенант                                                   | торговое судно Britannia                                    |
| 1787                                                           | Возвращение в военный флот                                  | Возвращение в военный флот                                  |
| 16 августа 1787                                                | Лейтенант                                                   | HMAV Bounty                                                 |
| 14 ноября 1790                                                 | Коммандер                                                   | HMS Falcon (14)                                             |
| 15 декабря 1790                                                | Коммандер                                                   | HMS Medea (28)                                              |
| 16 апреля 1791—1793                                            | Коммандер                                                   | HMS Providence                                              |
| 16 апреля 1795                                                 | Коммандер                                                   | HMS Calcutta (24)                                           |
| 7 января 1796                                                  | Капитан                                                     | HMS Director (64)                                           |
| 18 марта 1801                                                  | Капитан                                                     | HMS Glatton (56)                                            |
| 12 апреля 1801                                                 | Капитан                                                     | HMS Monarch (74)                                            |
| 8 мая 1801—28 мая 1802                                         | Капитан                                                     | HMS Irresistible (74)                                       |
| Амьенский мир (март 1802—май 1804)                             |                                                             |                                                             |
| 2 мая 1804                                                     | Капитан                                                     | HMS Warrior (74)                                            |
| 14 мая 1805                                                    | Назначен губернатором Нового Южного Уэльса                  | Назначен губернатором Нового Южного Уэльса                  |
| 27 сентября 1805                                               | Капитан                                                     | HMS Porpoise (12), покинул Новый Южный Уэльс                |
| Губернатор Нового Южного Уэльса 13 августа 1806—26 января 1808 |                                                             |                                                             |
| 31 июля 1808                                                   | Коммодор                                                    | HMS Porpoise (12), Тасмания                                 |
| 3 апреля 1810—25 октября 1810                                  | Коммодор                                                    | HMS Hindostan (50), Возвращение в Англию.                   |
| 31 июля 1811                                                   | Произведён в контр-адмиралы (задним числом, с 31 июля 1810) | Произведён в контр-адмиралы (задним числом, с 31 июля 1810) |
| 4 июня 1814                                                    | Произведён в вице-адмиралы                                  | Произведён в вице-адмиралы                                  |

## ПоходБаунти
В 1787 году Уильям Блай принял командование Bounty. По проекту Королевского общества искусств он сначала должен был приобрести на Таити саженцы хлебного дерева, а затем должен был доставить их в Вест-Индию, где хлебное дерево должно было стать источником дешёвой пищи для рабов. Bounty был на пути в Вест-Индию, когда после мятежа Уильям Блай с частью команды был высажен с судна.
Переход к острову Таити был труден. После неудачных попыток в течение месяца обойти Мыс Горн, в конце концов Уильям Блай направил Bounty по длинному пути на восток мимо мыса Доброй Надежды и к югу от Австралии и Новой Зеландии, где попутно были открыты острова Баунти. Эта задержка привела к длительной стоянке на острове Таити, поскольку нужно было прождать пять месяцев для созревания достаточного количества плодов хлебного дерева. Bounty отбыл с Таити в апреле 1789 года.
Так как по классу Bounty было только катером, кроме Блая (который был всего лишь лейтенантом) на нём не было офицеров, команда была небольшой, а подразделения морской пехоты для защиты от туземцев и обеспечения безопасности на борту не было. Чтобы увеличить время непрерывного сна, Блай решил ввести три вахты вместо положенных двух, и его протеже Флетчер Кристиан — произведённый в помощники капитана — стал начальником одной из вахт. Бунт, который вспыхнул во время рейса в Вест-Индию 28 апреля 1789 года, возглавил Кристиан, которого поддержала треть команды, которая захватила оружие во время ночной смены Кристиана и арестовала Блая в его каюте.
Несмотря на то что большая часть команды поддерживала капитана, ни один из них не оказал никакого активного сопротивления после того, как они увидели Блая связанным, и контроль над судном был взят мятежниками без кровопролития. Мятежники посадили Уильяма Блая и восемнадцать членов команды, которые оставались лояльными ему, в 23-футовый (7 м) баркас с запасом продовольствия и воды на несколько дней, секстантом и карманными часами, но без карт и компаса. Так как баркас не мог выдержать всех лояльных капитану членов команды, то четверо было оставлено на Bounty мятежниками; они были позже выпущены на острове Таити.
Таити находился по ветру относительно положения корабля и был естественным направлением для мятежников. Многие из преданных капитану людей утверждали, что слышали крик мятежников «Huzzah for Otaheite!» (На Таити!), когда Bounty отплыл на значительное расстояние от баркаса. Ближайшим для Блая местом, колонизированным европейцами, был Тимор. Блай с частью команды сначала высадился на Тофуа. Однако англичан атаковали туземцы и один из членов команды был убит. После того, как Блай покинул Тофуа, он не останавливался на островах (Фиджи), так как команда не была вооружена.
Блай был уже довольно опытным капитаном, кроме того, он в этой части океана уже был в походе вместе с капитаном Куком. Его первой задачей стало добраться и передать информацию о бунте как можно скорее на британские корабли, которые имели возможность преследовать мятежников. Таким образом, он предпринял казалось бы невозможное путешествие длиной 3618 миль (6701 км) к Тимору. В этом выдающемся морском переходе Блай преуспел и достиг Тимора спустя 47 дней после бунта на Bounty, при этом погиб только один член команды, убитый на Тофуа. Как ни странно, некоторые из его спутников, которые пережили это испытание, вскоре умерли от болезни, возможно малярии, в порту Батавия, находящемся под контролем голландской Ост-индской компании, пока они ожидали попутных кораблей в Англию. Уильям Блай вернулся в Лондон в марте 1790 года.
До наших дней доподлинно не известно, что послужило причиной бунта. Одни исследователи считают, что Блай был жестоким тираном, и у членов команды не было другого выбора, кроме как поднять бунт и захватить судно. Другие полагают, что команда, неопытная и непривыкшая к суровости моря, которая на Таити долгое время пользовалась свободой и вела активную сексуальную жизнь, стала недисциплинирована и её часть не хотела возвращаться к морским будням. Эта часть команды пошла за посредственным лидером Флетчером Кристианом для того, чтобы вернуться к прежней жизни на Таити и освободиться от власти жёсткого руководителя Уильяма Блая.
Судовой журнал Bounty говорит о том, что телесные наказания применялись реже и не так строго, чем обычно в британском флоте. Он ограничивался устным выговором, когда другие капитаны применяли телесные наказания, а сами телесные наказания применял в тех случаях, в каких другие капитаны вешали на рее. Уильям Блай был образованным человеком, следившим за научными достижениями, постоянно контролировал рацион и качество продуктов на корабле. Он следил за повышением квалификации членов команды, а также следил за тем, чтобы на Bounty всегда была чистота. Он также пытался (неудачно) проверить наличие венерических заболеваний у экипажа.
После того, как баркас с Блаем и частью команды покинул Bounty, когда в казалось бы безнадёжном морском переходе Блай вёл баркас без карт, по памяти, именно капитан был тем человеком, которому команда обязана спасением. Перед лицом опасности его храбрость и лидерские качества сделали его способным на великие дела. Он смог сплотить оставшихся с ним членов команды вокруг себя и спасти их жизни. Критики Блая по мелочам боялись гораздо больше, чем его нечастых наказаний кнутом.
В художественной литературе часто путают Уильяма Блая с Эдвардом Эдвардсом, капитаном HMS Pandora, которого Королевский флот отправил в экспедицию, чтобы найти мятежников и привезти их в Англию на суд. Эдвардс был гораздо более жестоким человеком, чем Блай; 14 бунтовщиков, оставшихся на Таити, которых он арестовал, были заключены в ужасных условиях на корабле. Когда Pandora села на мель на Большом Барьерном рифе, четверо из заключённых, и 31 член команды погибли. Заключённые погибли бы все, если бы неизвестный член команды не открыл помещение, где они содержались, перед побегом с обречённого судна.
В октябре 1790 Уильям Блай был оправдан трибуналом в деле о потере судна. Вскоре после этого был издан Рассказ о мятеже на борту Корабля Его Величества «Bounty». Из 10 выживших заключённых, четверо были оправданы благодаря показаниям Блая, по которым они не принимали участия в мятеже, но им не хватило места на баркасе, и им пришлось остаться на Bounty. Двое других были осуждены за то, что хотя они не принимали участия в мятеже, они никак не сопротивлялись ему. Впоследствии были амнистированы. Ещё один член команды был осуждён, но не был приговорён к казни. Три члена экипажа были приговорены к повешению. Помилованный Джеймс Моррисон опубликовал дневник, который якобы написал в плавании. Многие события из этих записей стали основой для романа и экранизаций.

## Второе путешествие за плодами хлебного дерева
После следственной комиссии Уильям Блай продолжил службу в британском флоте. В 1791—1793 годах Блай совершил второй поход с прежней целью — доставить саженцы хлебного дерева с острова Таити в Вест-Индию на HMS Providence и HMS Assistant. Второй поход был успешен, и с тех пор хлебное дерево выращивается в странах Карибского бассейна и является важной продовольственной культурой до наших дней. Во время этого рейса Блай также собрал образцы аки на Ямайке, доставив их в Лондонское королевское общество по возвращении в Великобританию. Аки называли Blighia sapida в биноминальной номенклатуре в честь Уильяма Блая.

## Дальнейшая карьера
В 1797 году Уильям Блай был одним из капитанов кораблей, команды которых взбунтовались в ходе мятежа в Спитхеде и Норе. Несмотря на выполнение некоторых из требований матросов в Спитхеде, другие жизненно важные для матросов вопросы не были решены. Блай снова оказался одним из капитанов, которых коснулся мятеж — на этот раз в Норе. В это время он узнал, что его прозвище на флоте было Тот Ублюдок с Баунти (англ. that Bounty Bastard).
В ноябре того же года, в качестве капитана HMS Director принимал участие в сражении при Кампердауне. Блай вёл бой с тремя голландскими кораблями: Haarlem, Alkmaar и Vrijheid. В то время как голландцы понесли серьёзные потери, на HMS Director только 7 моряков были ранены.
Уильям Блай принимал участие под командованием адмирала Нельсона в битве при Копенгагене 2 апреля 1801 года. Блай командовал HMS Glatton, 56-пушечным линейным кораблём, который был в качестве эксперимента вооружён исключительно карронадами. После сражения Блая лично поблагодарил Нельсон за его вклад в победу. Он провёл свой корабль благополучно между банками, в то время как три других корабля сели на мель. Когда Нельсон сделал вид, что не заметил сигнал 43 от Адмирала Паркера (прекратить бой) и поднял сигнал 16 (продолжить сражение), Блай был единственным капитаном, который мог видеть конфликт двух сигналов. Он выполнил приказ Нельсона, и в результате все корабли позади него продолжали стрельбу.
Блаю предложили назначение на пост губернатора Нового Южного Уэльса в марте 1805 года, назначив жалование в 2000 фунтов стерлингов в год, вдвое больше, чем у прежнего губернатора Филипа Гидли Кинга.
Он прибыл в Сидней в августе 1806 года, став четвёртым по счёту губернатором Нового Южного Уэльса. Там он пережил ещё один мятеж (Ромовый бунт), когда 26 января 1808 года, Корпус Нового Южного Уэльса под командованием майора Джорджа Джонстона арестовал его. Он был отправлен в Хобарт на корабле Porpoise, не имея поддержки, чтобы получить обратно контроль над колонией и оставался фактически заключённым в тюрьме до января 1810 года.
Из Хобарта в Сидней Блай вернулся 17 января 1810 года, чтобы формально передать пост следующему губернатору, и доставить майора Джорджа Джонстона в Великобританию для суда. На корабле Porpoise он вышел из Сиднея 12 мая 1810 года и прибыл в Англию 25 октября 1810 года. Трибунал уволил Джонстона из Морского Корпуса и британских вооружённых сил. Впоследствии Блаю было присвоено звание Контр-адмирала, а 3 года спустя, в 1814 году, он получил новое повышение и стал Вице-адмиралом.

## Гробница
Блай умер на Бонд-стрит в Лондоне 6 декабря 1817 года и был похоронен на семейном участке в саду Саклера у церкви Святой Марии в Лэмбете. Эта церковь теперь — Музей Истории Садоводства. На его могиле изображён плод хлебного дерева. Мемориальная доска установлена на доме Блая, в одном квартале на восток от Музея.

## Образ в кино
- «Мятеж на „Баунти“» (1935)
- «Мятеж на „Баунти“» (1962)
- «Баунти» (1984)